# Погода на август
«Погода на август» (латыш. Laika prognoze augustam) — советский художественный фильм 1983 года, драма по мотивам повести Владимира Краковского «Лето текущего года». Снят по заказу Государственного комитета по телевидению и радиовещанию СССР.

## Сюжет
Илмар, тринадцатилетний подросток, живёт с родителями в новом доме и дружит с соседской девочкой Ингой. К ним приезжает гость, знаменитый органист Нормунд Норис. Илмар видит, что друг ухаживает за его матерью и она склонна уйти из семьи. Мальчик прячется на старой квартире и едва не гибнет, когда пришедшие утром строители начинают сносить развалины.

## В ролях
- Угис Крастиньш — Илмар
- Тереза Линкайте — Инга
- Мирдза Мартинсоне — Регина, мать Илмара
- Сергей Юдин — Эрик, отец Илмара
- Гирт Яковлев — Нормунд Норис
- Болеслав Ружс — эпизод

## Съёмочная группа
- Сценарий: Владимир Алеников
- Режиссёр: Луция Лочмеле
- Оператор: Гвидо Скулте
- Художник: Василий Масс
- Композитор: Мартиньш Браунс